# Ensemble résidentiel de Džidžikovac
L'ensemble résidentiel de Džidžikovac est situé en Bosnie-Herzégovine, sur le territoire de la Ville de Sarajevo. Construit aux lendemains de la Seconde Guerre mondiale, il est constitué de 8 bâtiments et est inscrit sur la liste des monuments nationaux de Bosnie-Herzégovine.